# Бейський район
Бейський район (рос. Бейский район, хак. Пии аймағы) — адміністративна одиниця Республіки Хакасія Російської Федерації.
Адміністративний центр — село Бея.

## Адміністративний поділ
До складу району входять 9 сільських поселень:
1. Бейське сільське поселення — с. Бея, д. Дехановка;
2. Большемоноцьке сільське поселення — с. Большой Монок, аал Красний Ключ, д. Малий Монок, аал Усть-Сос;
3. Бондаревське сільське поселення — с. Бондарево, аал Верх-Кіндірла, д. Богдановка, аал Маткечик, аал Усть-Табат;
4. Кірбинське сільське поселення — с. Кірба;
5. Куйбишевське сільське поселення — с. Куйбишево, аал Шалгінов, аал Койбали, аал Чаптиков, д. Ути;
6. Новоєнісейське сільське поселення — с. Новоєнісейка, д. Новоніколаєвка, д. Дмитрієвка;
7. Новотроїцьке сільське поселення — с. Новотроїцьке;
8. Сабінське сільське поселення — с. Сабінка, д. Кали, д. Новокурськ, д. Красний Катамор;
9. Табатське сільське поселення — с. Табат, д. Будьоновка, д. Усть-Кіндірла.